# Lelio Manfredi
Lelio Manfredi (... – Mantova, 1528) è stato un umanista e scrittore italiano.

## Biografia
Sono sconosciuti il luogo e la data di nascita di Manfredi, si hanno notizie di lui a Ferrara, anche se si pensa sia di origine mantovana, appartenente alla stessa famiglia del matematico, ”meccanico” e astrologo Bartolomeo Manfredi.
A parer di Antonio Libanori, Giovanni Cinelli Calvoli, Quàdrio e Francesco Saverio, Manfredi fu dottore in legge e trascorse buona parte della sua vita girando per l’Europa, avendo così la possibilità di imparare varie lingue tra cui lo spagnolo che gli sarebbe poi servito per la traduzione di due romanzi.
Scrisse venticinque lettere tra il 1513 e il 1528, che si trovano tutt’ora nell’archivio di stato di Mantova, indirizzate principalmente a Federico II Gonzaga, ma anche a Isabella d'Este e un paio a due segretari ducali, Mario Equicola e Stazio Gadio. Le ultime lettere risalgono al periodo che va dal 1525 al 1528, dove scrisse di essersi trasferito nel dintorni di Mantova e dove si presume sia morto alla fine del 1528.

## Opere

### Traduzioni
A lui si devono due traduzioni, la prima è il Tirant lo Blanch di Joanot Martorell sotto richiesta di Isabella d'Este,  che Iniziò a tradurre nel 1514, ma varie difficoltà prolungarono il lavoro sino al 1519,  l'opera fu stampata infine a dieci anni dalla morte di Manfredi nel 1538.
Sempre su commissione di Isabella d'Este si ha la traduzione della novella Cárcel de Amor di Diego de San Pedro, conclusa nel 1513 come si può leggere in una lettera indirizzata alla marchesa il 21 novembre dello stesso anno e pubblicata nel 1514 a Venezia. Alcuni studiosi tra cui Pio Rajna pensano sia sua la traduzione di un altro romanzo spagnolo La Grisel y Mirabella  di Juan de Flores, anche se alcuni editori ne escludono l’idea.

### I suoi scritti
Conosciuto in maniera minore per i suoi scritti, dalle sue lettere, si capisce che tre dei suoi lavori sono andati perduti e, di essi, si conoscono solo le tematiche affrontate. Dovevano essere delle tavole astronomiche,un libro di medicina e una egloga. Mentre si ha testimonianza di un Trattato sull’ordine di cavalleria, un poemetto tramandato in due scritti con versioni leggermente diverse, dedicate una al re di Francia Francesco I di Valois e l’altra al marchese di Mantova Federico Gonzaga. Manfredi ha scritto anche due commedie in volgare: il Paraclitus e la Philadelphia. Secondo lo storico del teatro francese Raymond Lebègue, la Philadelphia, assieme ai Paraclitus, il Calandria e alcune delle commedie di Ariosto sono tra le più antiche contenute nei registri delle Biblioteche reali cinquecentesche di Francia. Per la datazione di queste due opere sono molto importanti alcune informazioni storiche interne ai due scritti; secondo Francesco Flamini il Paraclitus è stato composto poco dopo la prima discesa di Francesco di Valois in Italia nel 1515.
Manfredi scrive anche un'opera chiamata Il palazzo di Lucullo, per farsi perdonare di aver rovinato, durante il trasporto, delle copie di lusso del Carcel d'amor indirizzate a Isabella d'Este.In questo componimento la vicenda si costruisce sulla descrizione di una villa di proprietà Lucio Licinio Lucullo.Il trattatello ritenuto perduto, è stato invece ritrovato nella Biblioteca nazionale Marciana di Venezia.

#### Philadelphia
La Philadelphia è inedita e l’unica copia manoscritta si trova a Parigi presso la Bibliothèque Nationale. È composta di 5 atti, e narra le vicende del mercante Demifo che dopo aver scoperto che la sorella Panfila è stata venduta alla cortigiana Fronesia, finge di innamorarsi di quest'ultima per avvicinarsi alla sorella. Il suo finto amore per Fronesia finirà per diventare reale.
Nell'opera compare in seguito un altro corteggiatore, un soldato di nome Alcimidio, Fronesia in realtà innamorata dello scolaro Erostrate decide di approfittarsi dei due pretendenti per impossessarsi dei loro averi.
Erostrate finge di ricambiare l'amore di Fronesia per avvicinarsi a Panfila di cui è innamorato. A risolvere l'inghippo interviene in vecchio Sinfocarito rivelando che Demifo, Fronesia e Panfila sono in realtà suoi figli e quindi sono fratelli. A conclusione della storia, due matrimoni: quello tra Fronesia e Alcimidio e quello tra Erostrate e Panfila.